# Axel Strøm
Axel Christian Smith Strøm, född 11 maj 1901 i Kristiania (nuvarande Oslo), död 18 juni 1985 i Oslo, var en norsk läkare och en pionjär inom socialmedicin.
Strøm avlade medicinsk ämbetsexamen 1926 och disputerade 1936 på en avhandling om difteribakteriens toxinproduktion. Han var professor i medicin vid Universitetet i Oslo från 1940 till 1970 och universitetets prorektor från 1964 till 1966. Som professor specialiserade sig han först och främst i hygien, med blev 1951 Norges första professor i socialmedicin. Från 1948 till 1951 var han verksam som ordförande i Den norske lægeforening.